# Battaglia di Uḥud
La battaglia di Uḥud (in arabo غزوة أحد‎?, ghazwat Uḥud) è direttamente collegabile alla vittoria dei musulmani a Badr ai danni di una carovana della Mecca e degli uomini della sua scorta.
Dopo questo insuccesso umiliante, i maggiorenti della Mecca cercarono una rivincita che potesse infine sradicare la Comunità islamica (Umma) che si era costituita a Yathrib.
Armarono quindi un forte contingente, al comando di Khālid b. al-Walīd e lo spedirono contro la città-oasi per impartire una dura lezione ai musulmani fuoriusciti (Muhājirūn) e ai convertiti medinesi (Anṣār).
Malgrado Maometto si rendesse conto del suo stato di inferiorità numerica e il mancato intervento degli ebrei di Medina (forse perché esso cadeva nel giorno sacro del Sabato), i più giovani fra i musulmani e i più zelanti fra loro insistettero per accettare battaglia. A costringere i Medinesi ad accettare una battaglia che era evidentemente impari fu anche la distruzione operata dai meccani del raccolto di orzo ormai maturo che cresceva nella piana di al-ʿIrḍ (di proprietà dei Banū ʿAbd al-Ašhal), sita fra le pendici del monte Uḥud e la zona di al-Jurf. Le cavalcature meccane cominciarono infatti a pascolare in quella piana e i Medinesi premettero perché i musulmani reagissero.

## La battaglia
Lo scontro avvenne il 31 marzo 625 sotto il monte Uhud e lì Maometto appostò un gruppo di 50 arcieri, al comando del suo Ṣāḥib ʿAbd Allāh b. al-Jubayr, con l'ordine di non abbandonare la posizione, qualsiasi cosa fosse successa.
Khālid invece si appostò di fianco al monte con l'ala destra della cavalleria (la sinistra era comandata da ʿIkrima b. Abī Jahl) e inviò suoi uomini appiedati ad impegnare gli arcieri, dando loro ordine di retrocedere al momento opportuno per invogliare i musulmani a staccarsi dalla loro posizione difensiva.
Quando un arretramento vi fu – vero o simulato – i musulmani furono presi da incontenibile desiderio di razziare l'accampamento meccano e si lanciarono all'inseguimento di quanti sembravano ormai in rotta. La cavalleria di Khālid li colpì allora di fianco e la disfatta musulmana fu totale.
Rimase ferito lo stesso Maometto, colpito da una pietra, scagliatagli contro da uno degli Aḥābīsh, Ibn Qamīʾa al-Ḥārithī al-Laythī, che gli ruppe il naso e un incisivo, oltre a ferirgli il volto. Il suo tramortimento lo salvò, perché fu preso per morto.
Ḥamza b. ʿAbd al-Muṭṭalib, per canto suo, uccise con un preciso colpo di freccia alla testa Sibāʿ b. ʿAbd al-ʿUzzā, detto Abū Niyār, antico padrone di Khabbāb ibn al-Aratt. Interessante l'insulto che lanciò al suo avversario prima di colpirlo a morte: "Vieni, o figlio di un'amputatrice di clitoridi!" (Halumma ilayyī yā ibn muqaṭṭiʿa al-buẓūr), che denuncia l'evidente uso nel periodo preislamico della pratica - non si sa quanto diffusa - della clitoridectomia, poi vietata dalla giurisprudenza islamica. Poco dopo, il giovane zio del Profeta rimase a sua volta ucciso dalla zagaglia dell'abissino Waḥshī ibn Ḥarb e dal suo ventre squarciato la moglie di Abū Sufyān, Hind (che aveva avuto il padre Utba ibn Rabi'a ucciso a Badr) estrasse il fegato cui dette un morso, sputandolo poi via, appagata per la sua belluina vendetta.
I vincitori si abbandonarono ad atti di mutilazione dei caduti, secondo l'uso dei tempi ma Maometto (che inizialmente aveva decretato si uccidessero 25 meccani, come rappresaglia per la morte del giovane suo zio) decise invece quasi subito di non dar corso a quel genere di vendetta, affermando che Allāh aveva posto sotto la propria protezione i prigionieri.
Tra i caduti musulmani vi fu anche Mus'ab ibn 'Umayr (che aveva predicato l'Islam a Yathrib prima dell'Egira) e il cugino materno del Profeta, Abd Allah ibn Jahsh.

Tra le file dei musulmani combatté anche Abū l-Ghaydāq Quzmān, forse ebreo secondo Leone Caetani o pagano. Lo stesso profeta lo aveva forse per questo definito come "appartenente al popolo dell'Inferno" (Innahu li-man ahl al-Nār). Si batté valorosamente, uccidendo sette o otto politeisti che combattevano nei ranghi meccani e dei loro alleati, tra cui Khālid b. al-Aʿlam al-ʿUqaylī e al-Walīd b. al-ʿĀṣ b. Hishām. Quzmān fu infine ferito a sua volta e prima di togliersi la vita appoggiandosi sulla punta della propria spada, alle lodi che gli rivolgeva un musulmano, replicò: "Perdio! Non ho combattuto altro che per l'onore [lett. "i meriti"] del mio popolo".
L'esercito meccano si ritirò dal campo di battaglia e incautamente non si dedicò all'annientamento del nemico, visti i vincoli di parentela e di clientela che legavano la Mecca e Yathrib, decidendo di tornare rapidamente in patria, probabilmente anche per l'aggravarsi preoccupante di problemi logistici.
Subito dopo la disfatta Maometto procedette all'espulsione del gruppo ebraico dei Banū Naḍīr da Medina e il Corano attribuì la sconfitta alla disubbidienza dei musulmani agli iniziali propositi del loro Profeta:
(Corano, sura III, 152-153)